# Tadeusz Skowroński
Tadeusz Antoni Skowroński, Thaddée Antoine de Skowronski, Tadeu Skowronski, ps. Ludwik Karski, Tadeu Prus (ur. 26 czerwca 1896 w Warszawie, zm. 21 lutego 1986 we Fryburgu Szwajcarskim) – polski dyplomata, publicysta, doktor nauk politycznych i ekonomicznych Uniwersytetu we Fryburgu, doktor honoris causa brazylijskiego Instytutu Adwokatów, Poseł Nadzwyczajny i Minister Pełnomocny w Brazylii w latach 1938–1945.

## Młodość i edukacja
Pochodził z rodziny szlacheckiej herbu Tępa Podkowa. Jego dziadek, Antoni Skowroński brał udział w Powstaniu Styczniowym i po bitwie pod Miechowem został zesłany na Syberię. Ojciec Tadeusza, Roman Skowroński, był lekarzem i znanym w Królestwie działaczem społecznym, zwanym „opiekunem Powiśla”, który po ukończeniu studiów medycznych w Warszawie i studiów uzupełniających w szwedzkiej Uppsali, założył w 1893 roku w Warszawie, Instytut Gimnastyki Leczniczej i Fizjoterapii, a 10 lat później Towarzystwo Opieki nad Chorymi Pozaszpitalnymi. Żoną Romana i matką Tadeusza była Zofia z Budnych (1870–1967).
21 czerwca 1914 roku Tadeusz Skowroński ukończył polską szkołę średnią Wojciecha Górskiego w Warszawie. Kilkanaście dni później, 9 lipca wraz z rodzicami i siostrą Zofią wyjechał na wakacje do Szwajcarii. Wybuch I wojny światowej wpłynął na podjęcie przez rodziców Tadeusza decyzji o rozpoczęciu przez niego studiów we Fryburgu Szwajcarskim.
26 października 1914 roku został zaliczony w poczet studentów Uniwersytetu Fryburskiego. W 1917 roku uzyskał licencjat nauk ekonomicznych i prawnych, a w rok później doktorat nauk politycznych. Ten kilkuletni pobyt we Fryburgu dał Skowrońskiemu możliwość zapoznania się z wieloma przedstawicielami tamtejszej Polonii: Józefem Wierusz-Kowalskim, Janem Modzelewskim, Józefem Puzyną czy Tadeuszem Romerem. Uczestniczył w pracach Komitetu Generalnego Pomocy Ofiarom Wojny w Polsce. Za namową Jana Modzelewskiego brał udział w pracach nad wydawnictwem encyklopedycznym o Polsce, którego inicjatorem był Erazm Piltz.

## Początki służby dyplomatycznej
W listopadzie 1918 roku został mianowany sekretarzem Sekcji Ekonomicznej Komitetu Narodowego Polskiego w Paryżu, a dwa miesiące później szefem Biura Ekonomicznego tegoż Komitetu, organizowanego w związku ze zbliżającą się Konferencją pokojową organizowaną w Paryżu. W styczniu 1919 roku jako sekretarz Konstantego Skirmunta wyjechał z nim do Warszawy celem przeprowadzenia rozmów z Józefem Piłsudskim. Po powrocie do Paryża przyjął stanowisko osobistego sekretarza Romana Dmowskiego, ale już na początku kwietnia 1919 roku został wysłany na stanowisko drugiego sekretarza Poselstwa Polskiego w Rzymie. Sytuacja militarna podczas wojny polsko-bolszewickiej spowodowała, że Skowroński w maju 1920 roku przyjechał do Warszawy i jako ochotnik wstąpił do 203 pułku ułanów. Brał udział w walkach pod Ciechanowem, Pułtuskiem, Modlinem, przy forsowaniu Bugu pod Wołczkiem, a następnie pod Hrubieszowem, Dubnem, Równem, Kostopolem i Zwiahlem, gdzie zastało go zawieszenie broni. Skowroński wrócił więc w listopadzie 1920 roku do Rzymu, a po przyjęciu przez Skirmunta teki Ministra Spraw Zagranicznych w czerwcu 1921 roku, udał z nim do Warszawy w charakterze pierwszego sekretarza Gabinetu Ministra. W towarzystwie Skirmunta, najpierw posła w Rzymie a później ministra, brał udział w licznych misjach dyplomatycznych: na konferencję w San Remo, w sprawie Wileńszczyzny w Brukseli, w Pradze w sprawie układu granicznego, w Belgradzie na posiedzeniu ekspertów ekonomicznych Małej Ententy, oraz w Londynie i Paryżu. Uczestniczył także w Pierwszej Międzynarodowej Konferencji Ekonomicznej, odbywającej się w Genui w kwietniu i maju 1922 roku.

## Praca w centrali Ministerstwa Spraw Zagranicznych
Po dymisji rządu Wincentego Witosa a także Skirmunta ze stanowiska Ministra Spraw Zagranicznych w czerwcu 1922 roku, Skowroński pozostał na stanowisku w Wydziale Środkowoeuropejskim Ministerstwa. W 1924 roku objął stanowisko kierownika referatu Bliskiego Wschodu. W 1925 roku mianowano go radcą Ministerstwa w VI stopniu służbowym. Był w tym okresie delegatem na międzynarodową Konferencję w Lozannie w 1923 roku, oraz inicjatorem pierwszej polskiej Wystawy Przemysłowej w Konstantynopolu. W kwietniu 1926 roku, jako delegat Rządu Polskiego udał się do Persji na uroczystości koronacyjne szacha Rezy Szaha Pahlawiego. Jednocześnie uczestniczył w rozmowach dotyczących polsko-perskiego traktatu handlowego i traktatu przyjaźni. Ten ostatni podpisany zostanie w Teheranie 19 marca 1927 roku.

## Praca na placówkach
16 października 1927 roku rozpoczął pracę w Poselstwie Polskim w Brukseli jako sekretarz Poselstwa I klasy. Po ponad rocznej działalności, początkiem marca 1929 roku powrócił na krótko do Warszawy, by już w maju tego samego roku rozpocząć pracę na stanowisku Pierwszego Sekretarza Poselstwa Polskiego w Bernie. Tam uwidoczniły się wieloletnie doświadczenie i talent dyplomatyczny Skowrońskiego. Podczas blisko sześcioletniej działalności, wspierał aktywnie rozwój polsko-szwajcarskich stosunków handlowych. Jednym z jej przejawów było zorganizowanie wyjazdu bankierów i przemysłowców szwajcarskich do Polski w 1929 roku. Zwiedzono wystawę w Poznaniu, port w Gdyni – jedyny wówczas polski port na Bałtyku, Warszawę, Kraków, zakłady przemysłu ciężkiego w Katowicach i przemysłu włókienniczego w Łodzi. Uczestniczył także w negocjacjach traktatu handlowego, podpisanego w 1933 roku.
Częste wyjazdy posła Jana Modzelewskiego na posiedzenia Ligi Narodów w Genewie powodowały, że Skowroński przejmował i ogólne kierowanie placówką berneńską jako chargé d’affaires. Jako Radca Poselstwa II klasy, nominowany w lipcu 1930 roku, funkcję tę pełnił do lutego 1935 roku. Objął wówczas kierownictwo Konsulatu Generalnego w Amsterdamie. Na placówkę Skowroński udał się jednak dopiero w kwietniu, po odbyciu dwumiesięcznej praktyki w lutym i marcu w Warszawie. Jego działalność zaowocowała trzema wystawami: drewna, rolniczą i filatelistyczną. Z jego inicjatywy zorganizowano także dwa zjazdy konsularne: pierwszy, konsulów Morza Północnego w Amsterdamie w 1936 roku i drugi, poświęcony zagadnieniom zaopatrzenia Polski w surowce na wypadek wojny w Warszawie w 1937 roku.
Ostatnim stanowiskiem w karierze dyplomatycznej Skowrońskiego stała się nominacja na stanowisko Posła Nadzwyczajnego i Ministra Pełnomocnego Rzeczypospolitej Polskiej w Rio de Janeiro począwszy od 1 marca 1938 roku. Jego działalność, która w głównej mierze przypadła na lata drugiej wojny światowej, była prowadzona w skrajnie trudnych warunkach. W sytuacji oficjalnej, a z czasem coraz silniej podkreślanej neutralności Brazylii, oraz braku jakiejkolwiek pomocy ze strony państw sprzymierzonych, Francji i Wielkiej Brytanii, Skowroński musiał przeciwstawiać się aktywnej i dysponującej dużymi środkami finansowymi propagandzie niemieckiej, której celem było doprowadzenie do izolacji dyplomatycznej przedstawicielstwa Polski w Brazylii. Palącym problemem stała się również organizacja codziennej pracy Poselstwa, przy braku jakichkolwiek instrukcji ze strony Rządu Polskiego, o finansach nie wspominając. Pomimo tych wszystkich niesprzyjających okoliczności, a także niejasnej sytuacji samego Rządu i Prezydenta internowanych w Rumunii, dzięki negocjacjom Skowrońskiego z szefem brazylijskiego Ministerstwa Spraw Zagranicznych, Oswaldo Aranhą, udało się utrzymać uznanie Rządu Polskiego i jego przedstawiciela w Brazylii.
Oprócz działań czysto dyplomatycznych, już od pierwszego dnia wojny, Skowroński rozpoczął szeroko zakrojoną akcję propagandową, ogłaszając odezwę do licznej, bo blisko 200-tysięcznej Polonii brazylijskiej. W miarę jego skromnych możliwości starał się wpływać na treść i formę artykułów publikowanych w prasie brazylijskiej na temat sytuacji na ziemiach polskich. Jego szerokie kontakty w kołach politycznych, a także wśród brazylijskiej finansjery, przyczyniły się do utworzenia Komitetu Pomocy Ofiarom Wojny w Polsce, w którym aktywną rolę odgrywała jego żona – Chrystyna.

## Działalność na emigracji
Po cofnięciu uznania Rządowi RP na uchodźstwie przez Brazylię we wrześniu 1945 roku, Skowroński zdecydował o pozostaniu na emigracji. Uzyskał wówczas Katedrę Migracji Współczesnych na papieskim Uniwersytecie Katolickim w Rio de Janeiro. Rozpoczął także działalność handlową. Pierwsze przedsiębiorstwa, cukiernia i spółka eksportowo-importowa nie przyniosły sukcesów. Dopiero współpraca z Alfredem Jurzykowskim zaowocowała organizacją w 1949 roku, pierwszej w Brazylii montowni ciężarówek Mercedes-Benz. Skowroński został również przedstawicielem na Brazylię Fundacji Jurzykowskiego, wspierającej naukowców i twórców polskiego pochodzenia. Zaangażował się także w działalność niepodległościową. Brał udział w programach brazylijskiego Centrum Wolnej Europy, emitowanych trzy razy w tygodniu za pośrednictwem radia Tamaio z siedzibą w Rio de Janeiro.

## Działalność publicystyczna
Już jako młodzieniec, wkrótce po przyjeździe do Berna w 1914 roku, Tadeusz Skowroński rozpoczął prowadzenie dziennika, czego efektem stały się opublikowane w 1966 roku wspomnienia z pierwszych lat drugiej wojny pt. „Wojna polsko-niemiecka widziana z Brazylii 1939–1940”. Wspomnienia z wcześniejszego okresu życia ukazały się w 1999 roku jako „Pamiętniki 1914–1939”. W przedmowie do nich, prof. Stefan K. Kuczyński napisał: „Był on uczestnikiem wielu ważnych wydarzeń i wiarygodnym świadkiem swoich czasów, o których pisze interesująco i z dużym zmysłem obserwacji, jednocześnie refleksyjnie i bardzo osobiście, ujawniając bogate życie wewnętrzne i wielką wrażliwość.” Zwrócił on także uwagę, na przebijający z kart książki żarliwy polski patriotyzm i silne poczucie więzi rodzinnej.
Rozpoczęta po zakończeniu pierwszej wojny światowej kariera dyplomatyczna nie przeszkodziła Skowrońskiemu w prowadzeniu działalności publicystycznej. W tygodniku „Świat” relacjonował odbywające się negocjacje polsko-tureckie przed podpisaniem traktatu przyjaźni w lipcu 1923 roku. W latach 30. był korespondentem „Przeglądu Współczesnego” i autorem licznych studiów na temat ustroju i polityki Szwajcarii.
Wraz z wybuchem drugiej wojny światowej, rozpoczął zakrojoną na szeroką skalę działalność publicystyczną na rzecz obrony polskiej racji stanu. Jego liczne artykuły pojawiały się w prasie brazylijskiej m.in. w São Paulo, Rio de Janeiro, Kurytybie, ale także w argentyńskim Buenos Aires. Był autorem antologii głosów brazylijskich o Polsce publikowanych począwszy od 1830 roku – „Paginas Brasileiras sobre a Polonia”, wydanych w Rio de Janeiro w 1942 roku. Opublikował również liczne artykuły na temat polityki, ekonomii, demografii, drukowanych w „Mercure de France”, wydawanych w Montrealu „Wiadomościach Polskich”, oraz w czasopismach polskiej emigracji londyńskiej m.in. w „Wiadomościach” i „Dzienniku Polskim i Dzienniku Żołnierza”.
Ta wieloletnia działalność pisarska zaowocowała listą prawie 90 prac i artykułów. Wart podkreślenia jest także fakt, że międzynarodowa pozycja Skowrońskiego spowodowała niewiele mniejszą liczbę artykułów – aż 70 – na jego temat.

## Rodzina i życie prywatne
Tadeusz Skowroński był dwukrotnie żonaty. 17 sierpnia 1927 roku ożenił się z Chrystyną Marią Melanią Turno (ur. 31 grudnia 1902 w Słomowie), córką Jana i Ludwiki z Mycielskich. Otrzymała ona w posagu dobra Torzeniec, który stał się miejscem wielkiej uwagi ze strony Tadeusza Skowrońskiego. Pomimo nieobecności spowodowanej obowiązkami dyplomatycznymi, Skowrońscy przebudowali dwór i założyli park. Rozwinęli uprawę zbóż, ziemniaków, cebuli, oraz hodowlę ryb, trzody chlewnej, krów i owiec. Szczególne przywiązanie Skowrońskiego do dóbr torzenieckich zaowocowała opowieścią z ilustracjami, pisaną do wnuka w trzech językach: „Szczęśliwe dni spędzone w Torzeńcu”.
Po śmierci Chrystyny (13 stycznia 1956) w 1964 roku powrócił do Europy. W Watykanie, 16 lutego 1965 roku ożenił się ponownie z Mercedes de Fischer (1898–1991), siostrą ambasadora Henry’ego Beat von Fischer i wdową po Heinrichu Pfyffer von Altishofen (1898–1957), 27. komendancie Gwardii Szwajcarskiej. Po ślubie Skowroński zamieszkał w Rzymie. W 1971 roku Tadeusz z żoną przeniósł się do Fryburga Szwajcarskiego, tak dobrze mu znanego z okresu studiów. Zmarł tamże, 21 lutego 1986 roku i został pochowany na cmentarzu św. Leonarda. Z pierwszego małżeństwa z Chrystyną pozostawił czterech synów: Romana (ur. 15 lipca 1928, zm. 19 października 1994), Krzysztofa (ur. 22 listopada 1929, zm. 26 grudnia 2006), Dominika (ur. 4 grudnia 1933) i Marka (ur. 25 maja 1936).

## Ordery i odznaczenia
- Krzyż Oficerski Orderu Odrodzenia Polski (9 listopada 1926)[27]
- Medal Dziesięciolecia Odzyskanej Niepodległości (1928)[27]
- Srebrny Medal za Długoletnią Służbę (1938)
- Brązowy Medal za Długoletnią Służbę (1938)
- Wielki Oficer Orderu Krzyża Południa (Brazylia, 1945)[28]
- Krzyż Komandorski Orderu Korony Dębowej (Luksemburg, 1930)[27]
- Krzyż Komandorski Orderu Gwiazdy Rumunii (Rumunia, 1931)[27][29]
- Krzyż Oficerski Orderu Gwiazdy Rumunii (Rumunia, 1922)[27]
- Krzyż Oficerski Orderu Korony (Belgia, 1929)[27]
- Krzyż Złoty Orderu Zbawiciela (Grecja, 1928)[27]
- Krzyż Kawalerski Orderu Korony (Belgia, 1922)
- Krzyż Kawalerski Orderu Legii Honorowej (Francja, 1922)[27]
- Order Zasługi Zakonu Maltańskiego (Zakon Maltański, 1952)
- Medal Orderu Rio Branco (Brazylia, 1945)
- Złoty Medal Krzyża Laterańskiego od papieża Pawła VI (Stolica Apostolska, 1971)
- Medal Koronacyjny Rezy Pahlawiego (Persja, 1926)[27]
- Medal Pamiątkowy 50-lecia Republiki Brazylii 1889–1939 (Brazylia, 1939)